# Fotoalbum
Fotoalbum, album, er en mappe hvor man samler fotografier. Med et fotoalbum kan en familie dokumentere begivenheder under årets løb. Ved siden af fotografierne findes normalt plads til at beskrive billederne, f.eks. "Ferie i Norge 1988". Mange inkluderer også kort fra ferie og højtider som jul og skoleafslutning i deres fotoalbum. 
Med Internettet er det blevet muligt at oprette et online fotoalbum, dvs. et elektronisk fotoalbum hvor brugerne kan uploade billeder og dele dem med venner og familie.

## Fotobog
En Fotobog er et fysisk fotoalbum, for hvor billederne er trykt direkte på siderne, således der er tale om en fysisk bog med egen valgte billeder. Bogen designes af brugeren selv ved hjælp af enten online software eller software som downloades, udover billeder kan man også tilføje tekst og clip art, så der er mange muligheder for at personligøre sin fotobog. Man kan også vælge imellem forskellige omslag og papirvarianter, som også har indflydelse på kvaliteten af fotobogen.
Fotobøger bliver løbende erstattet af det traditionelle fotoalbum og anvendes typisk til forevigelse af ferier, børn, dyr, mærkedage, festligheder som bryllupper og konfirmationer men benyttes også som professionelt værktøj for bl.a. ejendomsmæglere og modelbureauer grundet den lavere omkostning per trykt bog kontra traditionel OFFSET.
| Fotografi | Spire Denne artikel om fotografi er en spire som bør udbygges. Du er velkommen til at hjælpe Wikipedia ved at udvide den. |